# Borislava Perić-Ranković

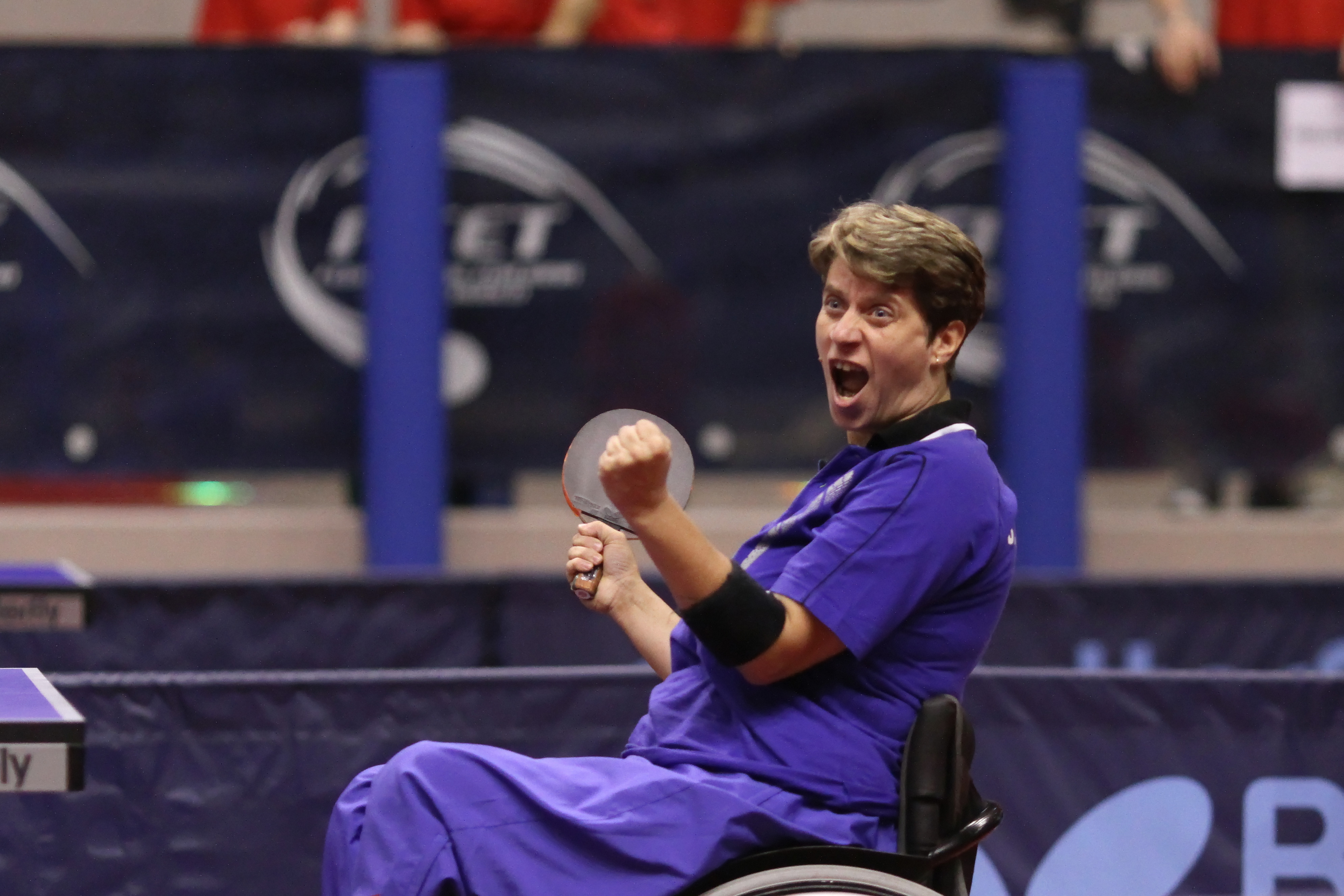

Borislava Perić-Ranković (serbisch Борислава Перић, * 16. Juni 1972 in Bečej, Jugoslawien), geborene Borislava Perić, ist eine serbische Tischtennisspielerin.
Sie hat zahlreiche Turniere erfolgreich bestritten. Bei den Sommer-Paralympics 2008 in Peking nahm sie beim Tischtennis Klasse 4 teil und errang die Silbermedaille im Einzel. Vier Jahre später, bei den Sommer-Paralympics in London, konnte sie dies wiederholen und gewann erneut eine Silbermedaille im Einzel in dieser Wertung.